# بيدرو لوبيز خيمينيز
بيدرو لوبيز خيمينيز (بالإسبانية: Pedro José López Jiménez)‏ هو لاعب كرة قدم إسباني، ولد في 18 أكتوبر 1942.